# Municipio de Summers
El municipio de Summers (en inglés: Summers Township) es un municipio ubicado en el condado de Thomas en el estado estadounidense de Kansas. En el año 2010 tenía una población de 189 habitantes y una densidad poblacional de 0,51 personas por km².

## Geografía
El municipio de Summers se encuentra ubicado en las coordenadas 39°13′38″N 101°2′47″O / 39.22722, -101.04639. Según la Oficina del Censo de los Estados Unidos, el municipio tiene una superficie total de 373.38 km², de la cual 373,37 km² corresponden a tierra firme y (0 %) 0.01 km² es agua.

## Demografía
Según el censo de 2010, había 189 personas residiendo en el municipio de Summers. La densidad de población era de 0,51 hab./km². De los 189 habitantes, el municipio de Summers estaba compuesto por el 95,77 % blancos, el 1,06 % eran asiáticos y el 3,17 % eran de una mezcla de razas. Del total de la población el 0 % eran hispanos o latinos de cualquier raza.